# Односи Србије и Аустралије
Односи Србије и Аустралије су инострани односи Републике Србије и Аустралије.

## Билатерални односи
Званични дипломатски односи су успостављени 1966. године.

### Економски односи
- У 2018. години трговина је укпно износила 20,1 милиона УСД (извоз Србије је био 14, док је увоз вредео 6,12 мил. УСД).
- У 2019. размена роба вредела је укупно 22 милиона долара (извоз наше земље био је 15, а увоз 7,01 мил. долара).
- У 2020. години робна размена је износила 33,3 милиона УСД (извоз Р. Србије је био 21,09, а увоз 12,26 мил. УСД).[2][3]

Привредници из Србије имају право коришћења  Генерализованог система преференција са Аустралијом (примена 0% царине на одређени број роба).

### Дипломатски представници

#### У Београду
Амбасада Аустралије у Београду је акредитована за Србију, Македонију и Црну Гору.
- Дениел Емери, амбасадор, 2021—
- Рут Стјуарт, амбасадор, 2018—2021.
- Џулија Фини, амбасадор, 2013—2018.
- Хелена Штудерт, амбасадор, 2010—2013.
- Клер Биргин, амбасадор, 2007—2010.
- Џон Оливер, амбасадор, 2003—2007.
- Чарлс Стјуарт, амбасадор, 2000—2003.
- Крис Лемб, амбасадор, 1997—2000.
- Ноуел Кемпбел, амбасадор, 1997.
- Френк Милни, амбасадор, 1988—1992.
- Џон Хојли, амбасадор, 1984—1988.
- Мајкл Вилсон, амбасадор, 1980—1984.
- Бери Декстер, амбасадор, 1976—1980.
- Малколм Букер, амбасадор, 1974—1976.
- Роберт Робертсон, амбасадор, 1971—1973.
- Рој Фернандес, амбасадор, 1970—1971.
- Алан Ринуф, амбасадор, 1967—1970.

#### У Канбери
Амбасада Србије у Канбери радно покрива Нову Гвинеју, Нови Зеланд, Источни Тимор, Фиџи, Ванату, Самоу и Тонгу.
- Раде Стефановић, амбасадор, 2022. -
- Мирољуб Петровић, амбасадор, 2014. - 2020.
- Неда Малетић, амбасадор, 2010. - 2013.
- /  /  Миливоје Глишић, амбасадор, 2002. - 2009.
- Драган Драгојловић, амбасадор, 1997. - 2001.
- Борис Цизељ, амбасадор, 1987. - 1991.
- Светозар Старчевић, амбасадор, 1985. - 1987.
- Шиме Караман, амбасадор, 1981. - 1985.
- Александар Шокорац, амбасадор, 1976. - 1981.
- Урош Видовић, амбасадор, 1971. - 1976.
- Петар Миљевић, амбасадор, 1971.
- Гојко Секуловски, амбасадор, 1967. - 1970.